# Lysiphyllum strychnifolium
Lysiphyllum strychnifolium là một loài thực vật có hoa trong họ Đậu. Loài này được (Craib) A. Schmitz miêu tả khoa học đầu tiên năm 1977.